# Аранђелов удес
„Аранђелов удес“ је југословенски филм из 1976. године. Режирао га је Ђорђе Кадијевић, а сценарио су писали Боро Драшковић и Симо Матавуљ

## Улоге
| Глумац            | Улога                    |
| ----------------- | ------------------------ |
| Мелита Бихали     |                          |
| Светлана Бојковић | Анка Петровић стрина     |
| Богдан Јакуш      | Наредник                 |
| Тома Курузовић    | Шнајдер                  |
| Драгица Новаковић |                          |
| Аљоша Вучковић    | Аранђел Петровић         |
| Милан Пузић       | Радован, Аранђелов стриц |
| Богољуб Новаковић |                          |
| Срђан Дедић       |                          |